# Ciklododekan
Ciklododekan je organsko jedinjenje sa hemijskom formulom .
Ciklododekan se uglavnom koristi kao intermedijer u proizvodnji termootpornih materijala, deterdženata, i drugih hekalija.